# Chirat-l'Église
Chirat-l'Église är en kommun i departementet Allier i regionen Auvergne-Rhône-Alpes i de centrala delarna av Frankrike. Kommunen ligger  i kantonen Ébreuil som ligger i arrondissementet Montluçon. År 2022 hade Chirat-l'Église 128 invånare.

## Befolkningsutveckling
Antalet invånare i kommunen Chirat-l'Église
Referens: INSEE